# Waltheof (3e comte de Lothian)
Pour les articles homonymes, voir Waltheof.
Waltheof (mort en 1182), comte de Lothian ou "Dunbar" et seigneur de Beanley (en), est un noble anglo-celtique. Il était le fils né de Gospatric et de son épouse écossaise Deirdre.

## Biographie
Le grand-père de Waltheof Gospatric II meurt lors de la bataille de l'Etendard en 1138, et son père Gospatric III devient comte. Richard de Hexham rapporte qu'en 1139 un fils du comte Cospatric sert d'otage au roi Étienne d'Angleterre après l'accord de paix qui suit le conflit. On considère généralement que ce fils est le jeune Waltheof bien que rien ne permette de l'affirmer. On ignore la durée exacte pendant laquelle il aurait été otage en Angleterre, mais quand le père de  Waltheof, Gospatric meurt en 1166 et Waltheof est apparemment considéré comme comte dès 1165. Sans doute du fait que Gospatric s'est retiré comme moine à Durham quelque temps avant de mourir.
L'activité de Waltheof comme comte se caractérise  par son intervention pour tenter de persuader le roi Guillaume d'Écosse de ne pas envahir l'Angleterre mais ce dernier passe outre en 1174; et ses arbitrages dans le conflit entre l'Abbé de Melrose et Richard de Morville. Waltheof épouse une noble 
dame nommée Alina, peut-être écossaise qui lui donne trois enfants, Patrick son successeur, Causantín (c'est-à-dire ː Constantine) et Hélène. Lorsqu'il meurt 1182, il est dénommé « comte de Dunbar » dans les  Chroniques de Melrose. Il est le premier membre de sa lignée à être dénommé par ce titre plus que par celui de  « comte de Lothian ».

## Sources
- (en) Cet article est partiellement ou en totalité issu de l’article de Wikipédia en anglais intitulé « Waltheof, Earl of Dunbar » (voir la liste des auteurs).
- (en) Andrew McDonald « Andrew McDonald, « Waltheof, third earl of Lothian (d. 1182) », Oxford Dictionary of National Biography, Oxford University Press, 2004 », Oxford Dictionary of National Biography, Oxford University Press, 2004.
- (en) Richard Oram Domination and Lordship. Scotland 1070-1230 The New Edinburgh History of Scotland III. Edinburgh University Press, (Edinburgh 2011)  (ISBN 9780748614974).